# Maria Jacoba de Turenne
Maria Jacoba de Turenne, född 1666 i Haag, död 8 mars 1736 i Maastricht, var en holländsk soldat. Hon var centralfigur i en uppmärksammad rättsprocess. Hon är en känd gestalt inom nederländsk historia och har även varit föremål för många böcker.

## Biografi
Turenne lät 1688 värva sig i armén för att vara nära sin trolovade Jacob Nijpels (död 1697), som var soldat. Hon lyckades och följde honom i fält utklädd till man, men avslöjades och dömdes till tukthus. 1689 försökte hon än en gång, men misslyckades. Hon var gravid, men Nijpels vägrade att gifta sig med henne. Hon attackerade honom och ställdes 1690 inför rätta för mordförsök på Nijpels, samtidigt som han åtalades för att ha gjort henne gravid. Fallet slutade dock med att paret vigdes. 
Efter makens död gifte hon 1698 om sig med bryggaren Simon Nijpels.
Maria Jacoba de Turenne skildras bland annat av F.A. Hoefer i Nederlandsche vrouwen in dienst van Mars (1888).